# Romyverleihung 2019

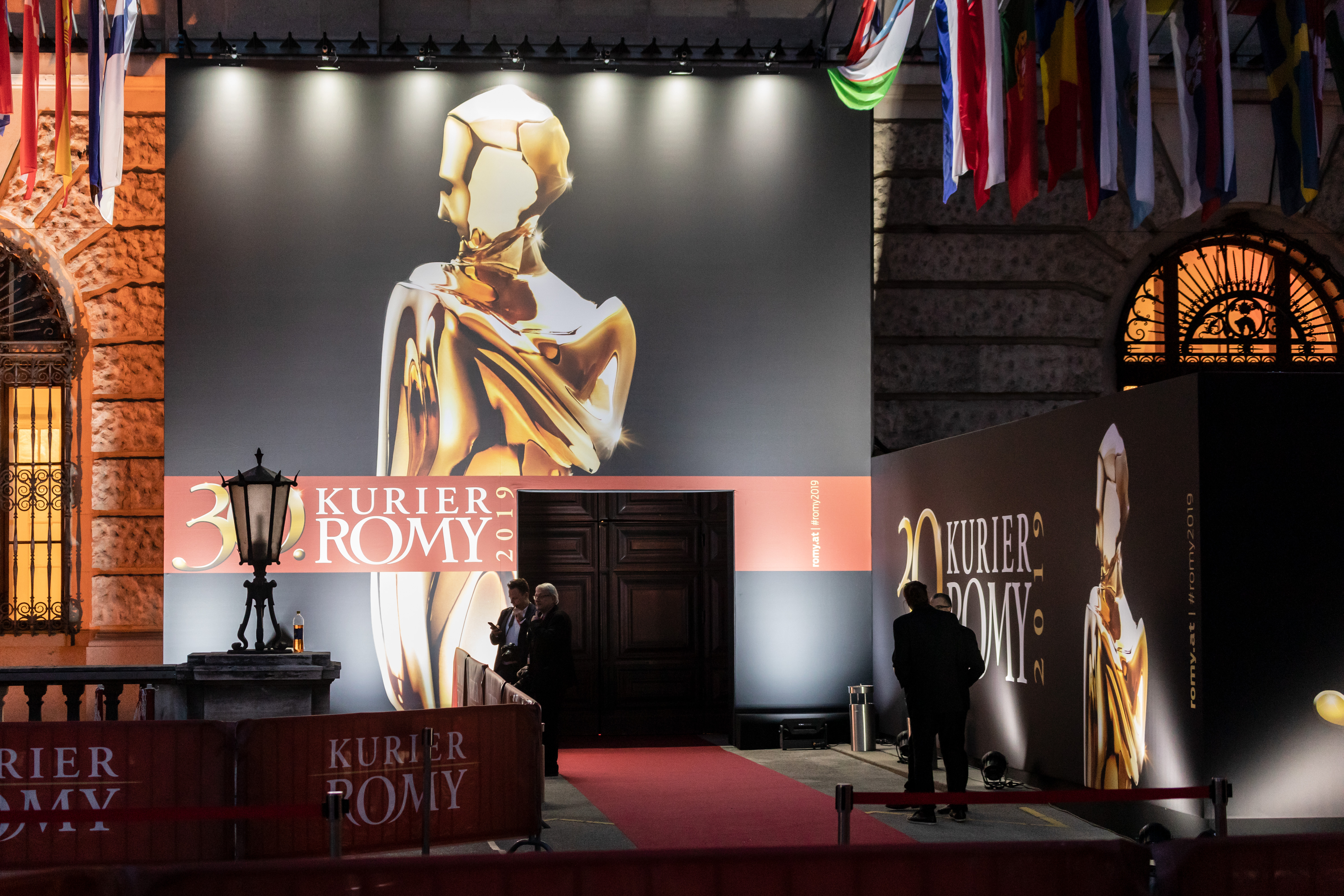
Romy 2019

Die Romy-Verleihung 2019 fand am 13. April 2019 in der Wiener Hofburg statt. Die von der Tageszeitung Kurier veranstaltete Vergabe des österreichischen Fernseh- und Filmpreises Romy fand zum 30. Mal statt und wurde zum 29. Mal vom ORF übertragen. Moderiert wurde die Veranstaltung anfangs von  Mirjam Weichselbraun, im zweiten Teil von Andi Knoll und Katharina Straßer.

## Sieger und Nominierte

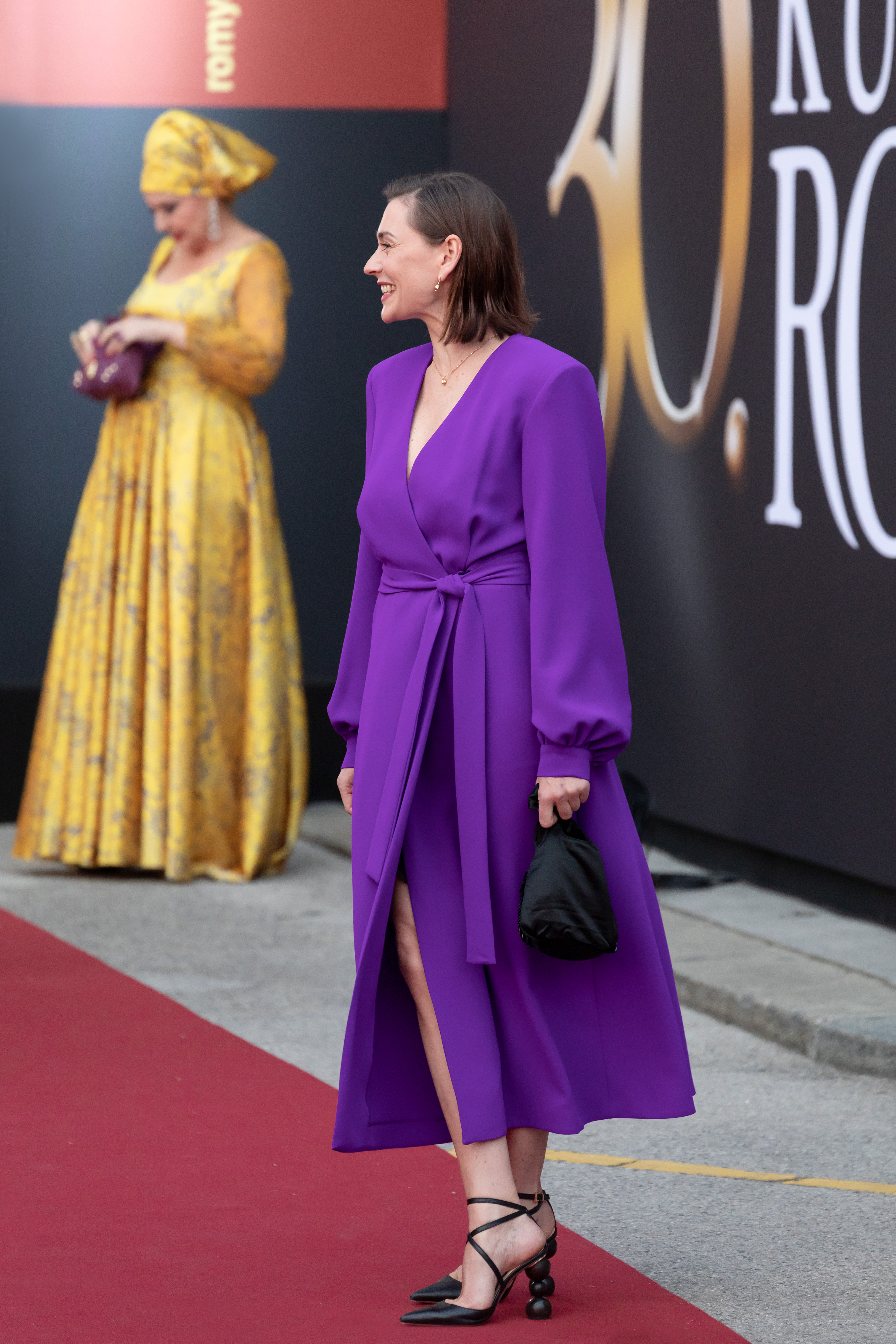
Christiane Paul

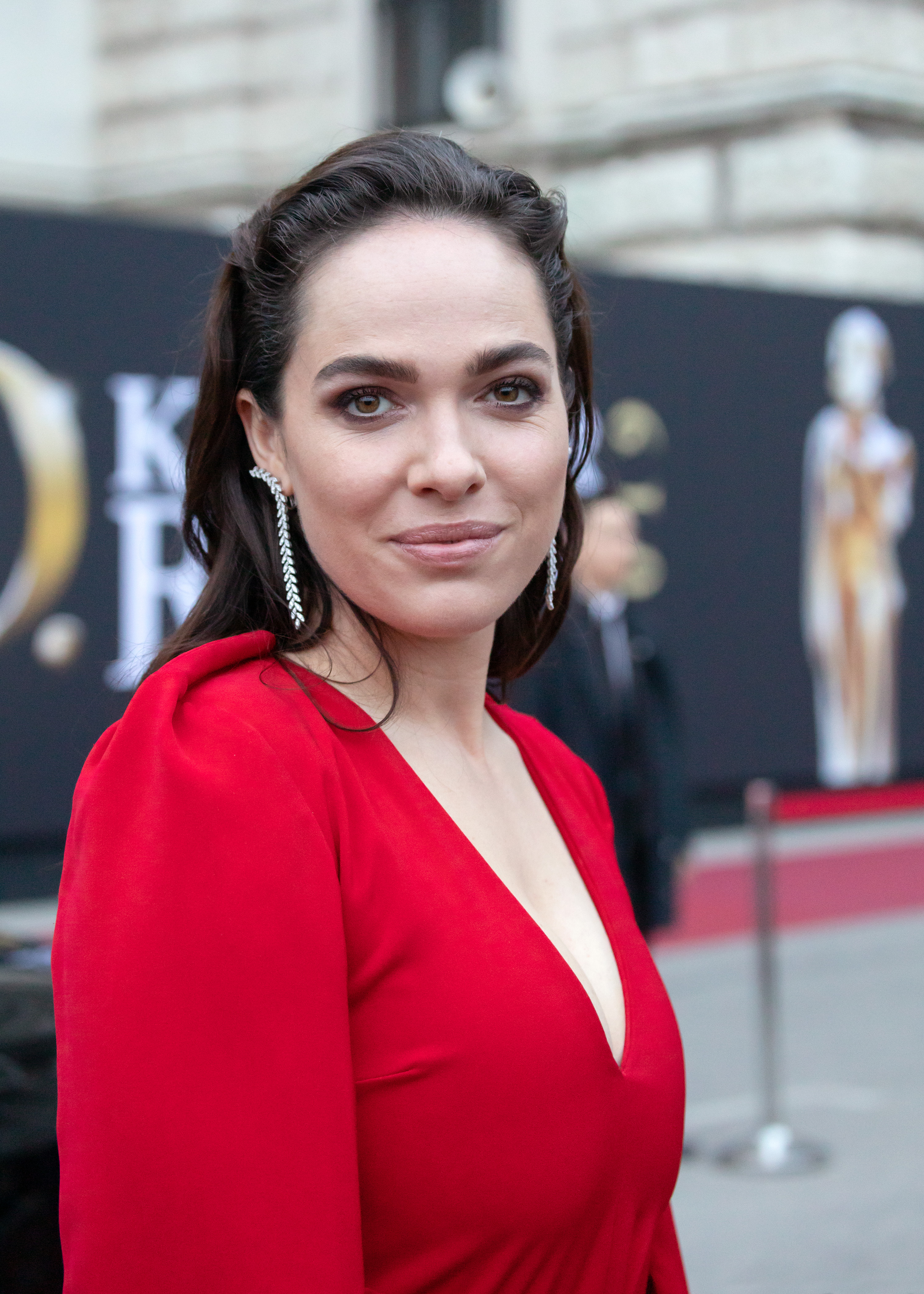
Verena Altenberger

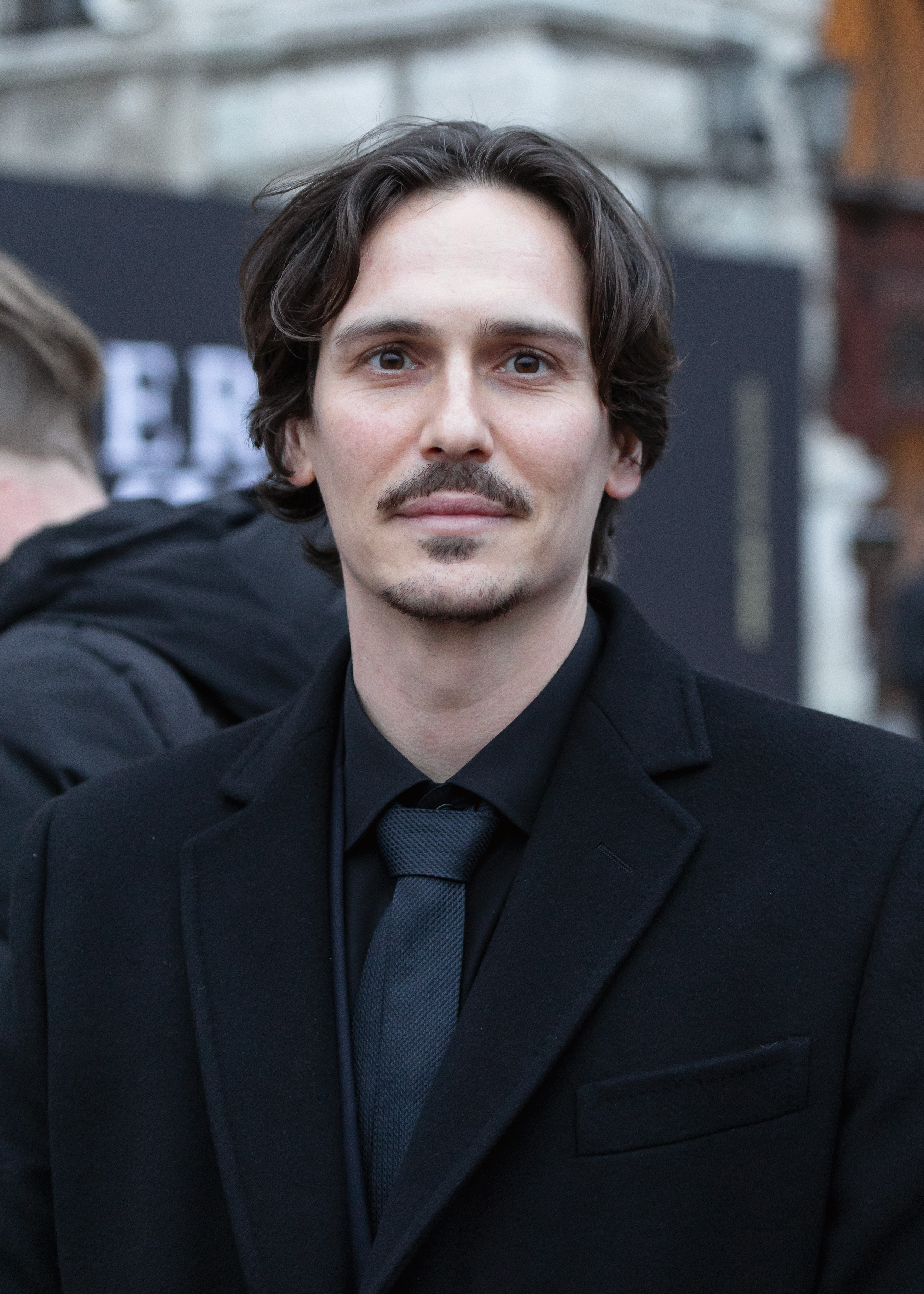
Christopher Schärf

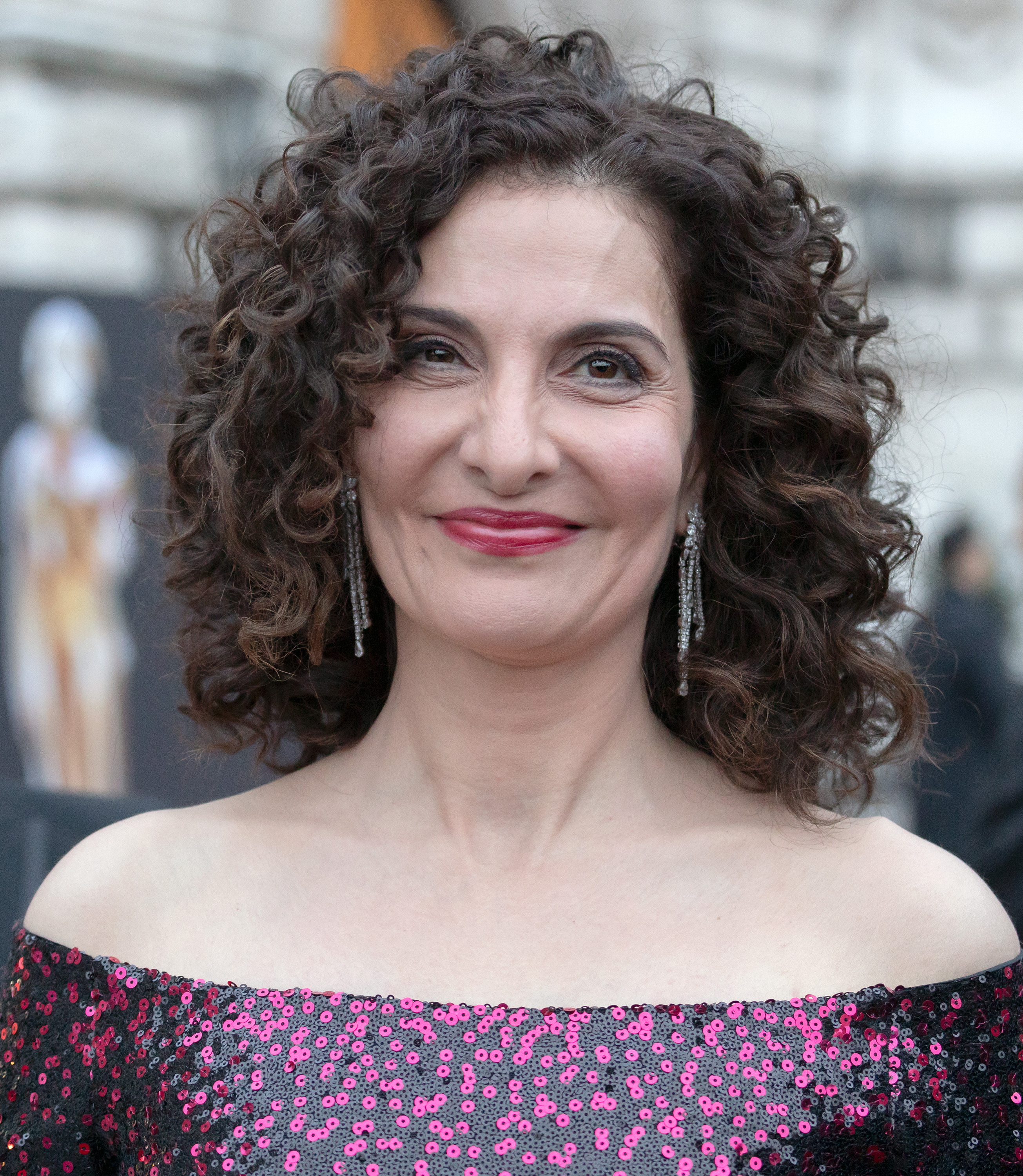
Proschat Madani

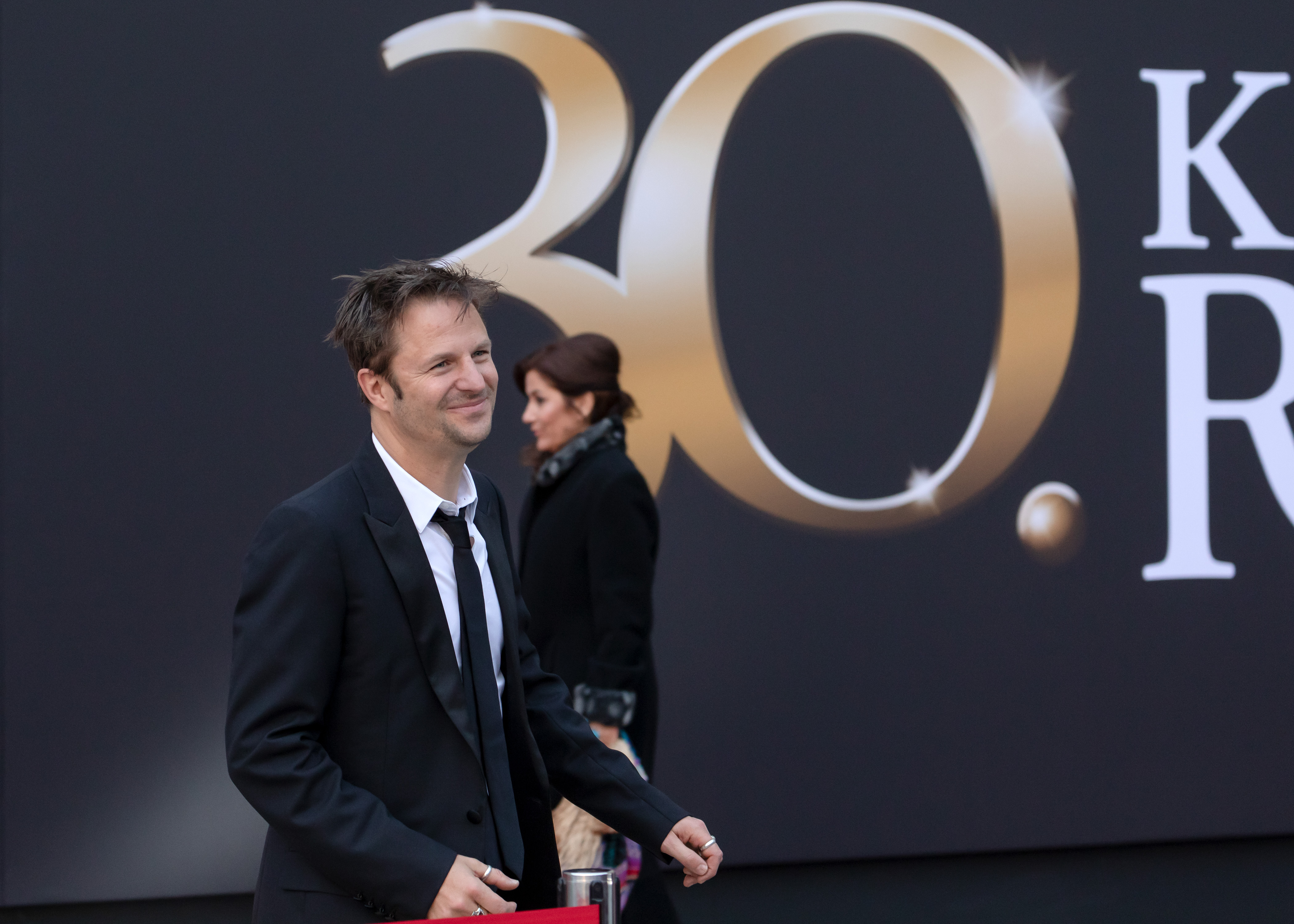
Philipp Hochmair

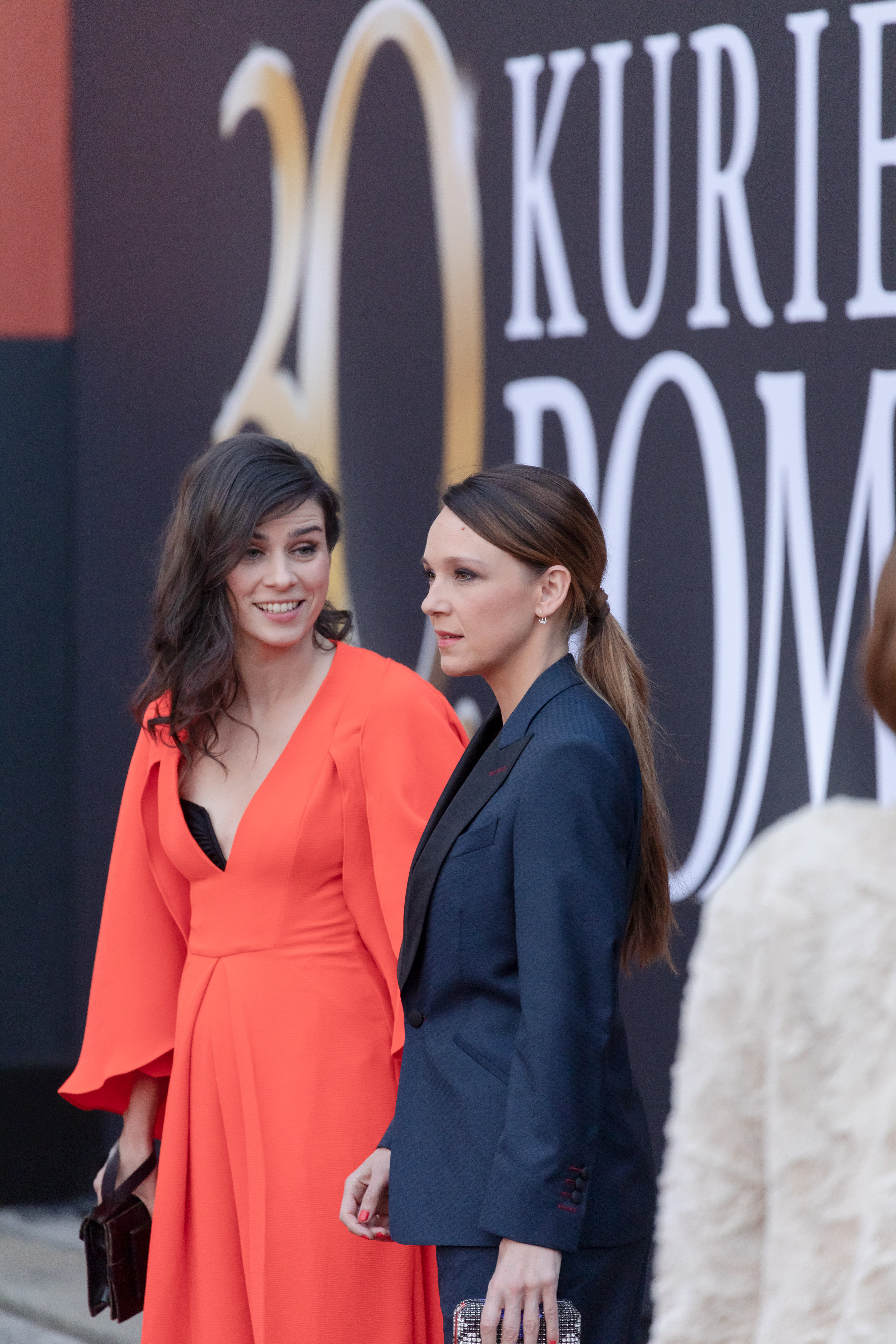
Nora Tschirner und Carolin Kebekus

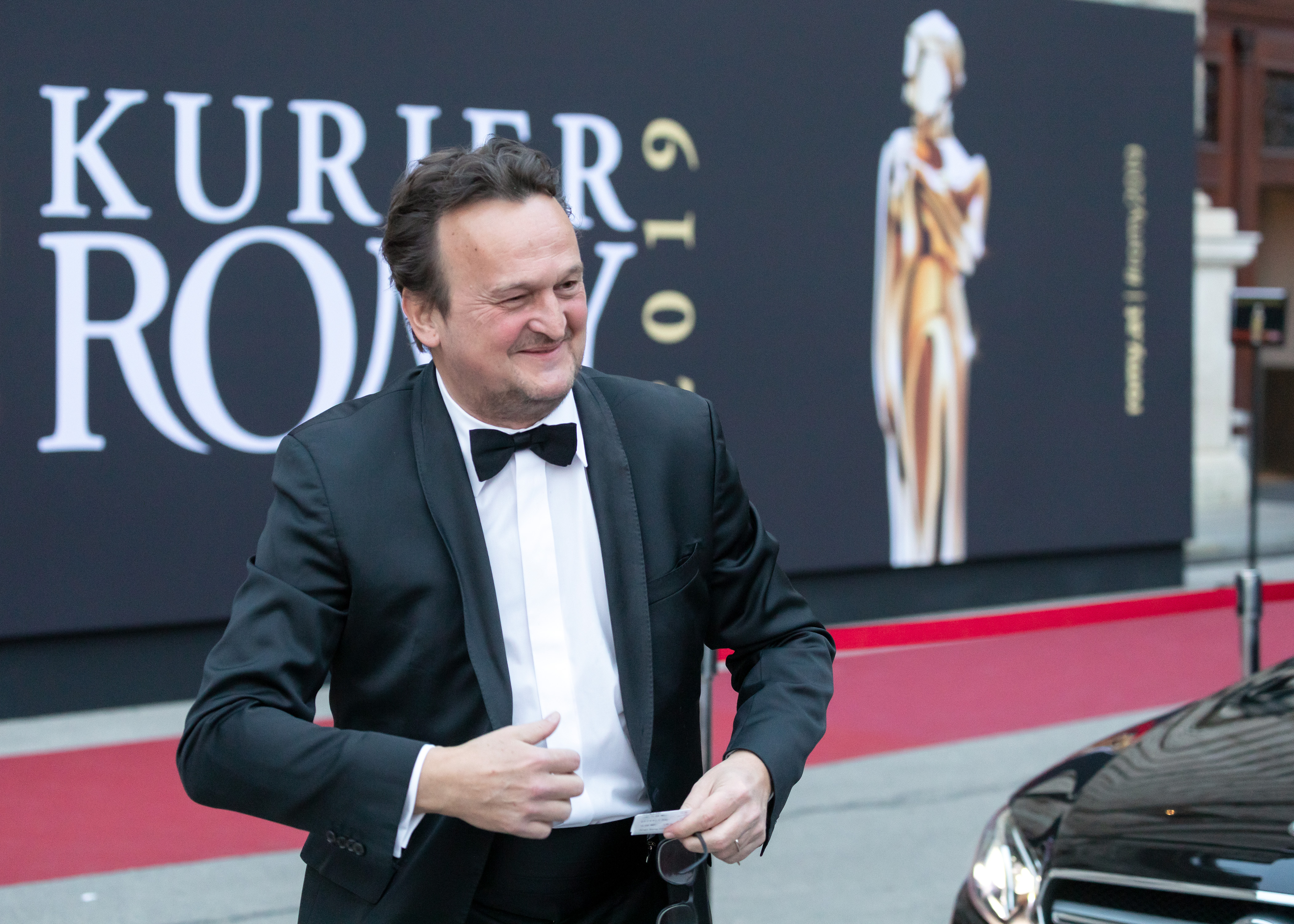
Hanno Settele (Der Kurier des Kaisers)

### Publikumspreise
Die Nominierungen für die Publikumswahl wurden am 25. Februar 2018 bekanntgegeben. Erstmals für eine Romy nominiert wurden die Schauspieler Caroline Peters, Martina Ebm, Julia Jentsch, Christopher Schärf und Paula Beer, die Sportmoderatoren Michael Gigerl (Puls4), Herbert Prohaska (ORF), Thomas Trukesitz (Sky) und Alina Zellhofer (ORF) sowie die Report-Moderatorin Susanne Schnabl und Politologe Peter Filzmaier. Die Akademiepreise wurden in einer eigenen Feier am 11. April 2019 übergeben.
Die Jury bestand aus Romy-Gründer Rudolf John, der den Jury-Vorsitz der Publikumspreise und Akademiepreise führt, Julia Pühringer (tele, SKIP), Angelika Hager (Profil), Frido Hütter (Kleine Zeitung), Horst-Günther Fiedler (TV-Media), Johannes Bruckenberger (Austria Presse Agentur), Isabella Leitenmüller-Wallnöfer (Die Presse), Dietmar Pribil und Christoph Silber (beide Kurier).
| Kategorie                                   | Preisträger            | Nominierte                                                                               |
| ------------------------------------------- | ---------------------- | ---------------------------------------------------------------------------------------- |
| Beliebteste Schauspielerin Kino/TV-Film     | Marie Bäumer (2. Romy) | Verena Altenberger Christiane Paul Caroline Peters Franziska Weisz                       |
| Beliebtester Schauspieler Kino/TV-Film      | Thomas Stipsits        | Sebastian Koch Christopher Schärf Matthias Schweighöfer Florian Teichtmeister            |
| Beliebteste Schauspielerin Serie/Reihe      | Proschat Madani        | Paula Beer Martina Ebm Julia Jentsch Nora Tschirner                                      |
| Beliebtester Schauspieler Serie/Reihe       | Philipp Hochmair       | Fritz Karl Juergen Maurer Nicholas Ofczarek Robert Palfrader                             |
| Information präsentiert von Martina Salomon | Armin Wolf (4. Romy)   | Peter Filzmaier Corinna Milborn Frank Plasberg Susanne Schnabl                           |
| Show/Unterhaltung                           | Horst Lichter          | Helene Fischer Carolin Kebekus Arabella Kiesbauer Barbara Schöneberger und Alfons Haider |
| Sport                                       | Alina Zellhofer        | Michael Gigerl Ernst Hausleitner Herbert Prohaska Thomas Trukesitz                       |

Die Übertragung der Verleihung im ORF wurde von durchschnittlich 495.000 Zusehern verfolgt, der Marktanteil betrug 21 Prozent.

### Akademiepreise

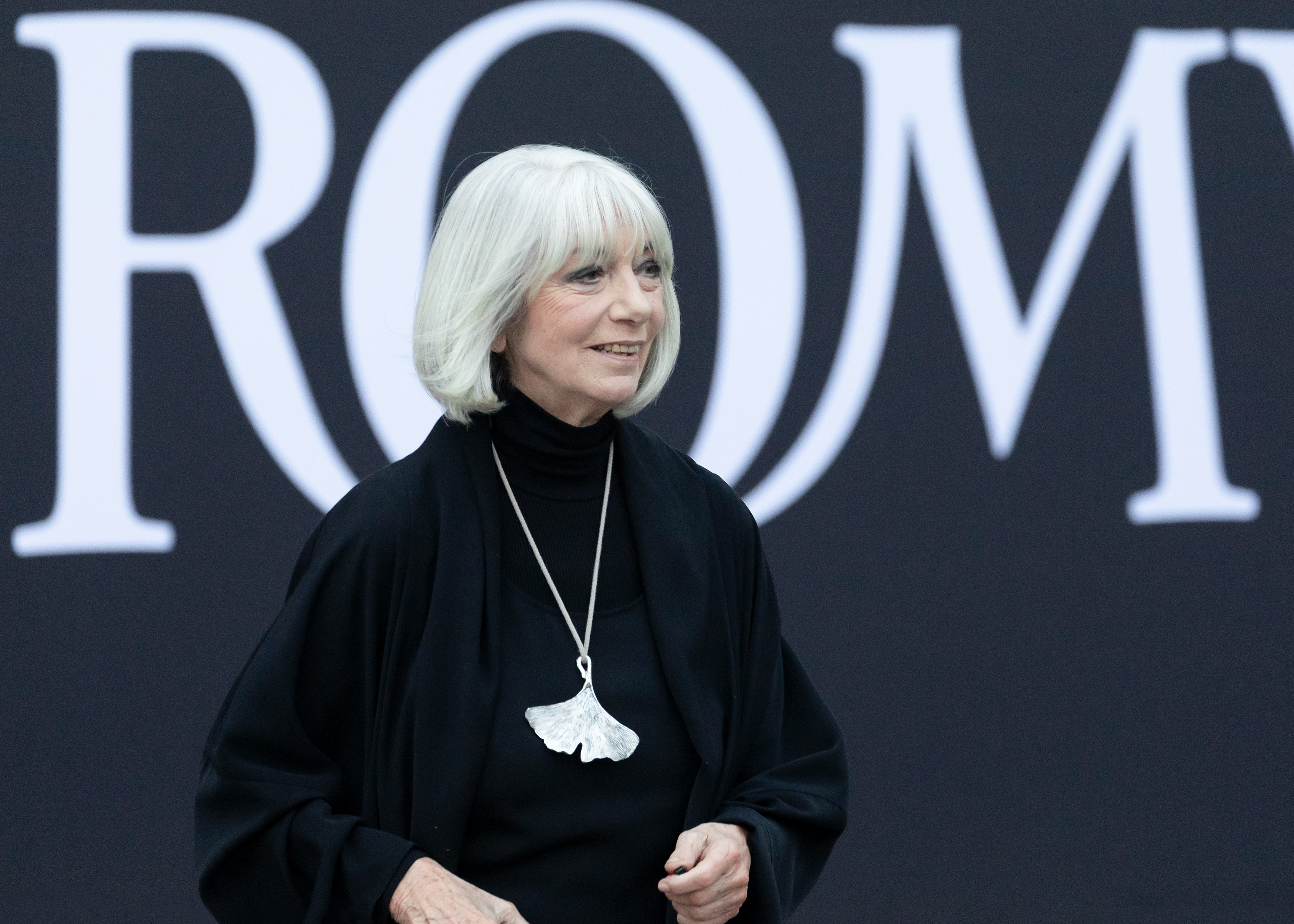
Erika Pluhar

Die Akademiepreise wurden in einer eigenen Feier am 11. April 2019 im Palais Wertheim übergeben. Die Veranstaltung wurde von Silvia Schneider moderiert. Eine Zusammenfassung der Verleihung wurde am 12. April auf ORF 2 übertragen und von Kristina Sprenger präsentiert. Die Nominierungen wurden am 26. März 2019 bekanntgegeben.
In einer Videobotschaft im Rahmen der Verleihung der Akademiepreise machte Jan Böhmermann bereits Anspielungen auf die erst im Mai 2019 öffentlich bekannt gewordene Ibiza-Affäre.
| Kategorie                                                       | Preisträger | Nominierte |
| --------------------------------------------------------------- | --- | --- |
| Bester TV-Film                                                  | Clemens Schaeffer, Titus Selge: Unterwerfung Jakob Pochlatko, Dieter Pochlatko, Oliver Neumann, Arno Ortmair: Das Wunder von Wörgl | Toulouse |
| Beste TV-Serie präsentiert von Nicholas Ofczarek                | Quirin Berg, Max Wiedemann, Dieter Pochlatko, Jakob Pochlatko: Der Pass                                                            | Bad Banks Deutschland 86 |
| Bester Kinofilm                                                 | Helmut Grasser: Love Machine | 3 Tage in Quiberon 100 Dinge |
| Beste TV-Doku präsentiert von Christoph Ransmayr                | Reinhold Messner: Mount Everest – Der letzte Schritt (ServusTV)                                                                    | Habsburgs Adel: Die Liechtensteins (ORF III) Kulenkampffs Schuhe                                                                 |
| Beste Programmidee                                              | Philipp Käßbohrer, Jan Böhmermann: Lass dich überwachen! Die PRISM IS A DANCER Show                                                | |
| Beste Programmidee                                              | Der Kurier des Kaisers | |
| Beste Kino-Doku                                                 | Barbara Miller: Female Pleasure | Die grüne Lüge Die Burg |
| Beste(r) ProduzentIn TV-Film                                    | Quirin Berg, Max Wiedemann, Dieter Pochlatko, Jakob Pochlatko für Der Pass                                                         | Klaus Graf für Landkrimi – Grenzland Anna Winger, Jörg Winger, Sebastian Werninger für Deutschland 86                            |
| Beste(r) ProduzentIn Kinofilm präsentiert von Hilde Dalik       | Thomas Hroch, Gerald Podgornig für Womit haben wir das verdient? Simon Schwarz, Konstantin Seitz für Zerschlag mein Herz           | Till Derenbach, Michael Souvignier für Mackie Messer – Brechts Dreigroschenfilm                                                  |
| Beste Regie TV-Fiction                                          | Barbara Eder (2. Romy) für Tatort: Her mit der Marie!                                                                              | Nina Grosse, Samira Radsi für Die Protokollantin Oliver Hirschbiegel, Özgür Yildirim für 4 Blocks                                |
| Beste Regie Kinofilm                                            | Caroline Link für Der Junge muss an die frische Luft                                                                               | Christian Frosch für Murer – Anatomie eines Prozesses Florian Henckel von Donnersmarck für Werk ohne Autor                       |
| Beste Bildgestaltung TV-Fiction                                 | Martin Gschlacht für M – Eine Stadt sucht einen Mörder                                                                             | Matthias Pötsch für Tatort: Her mit der Marie! Wolfgang Thaler für Toulouse                                                      |
| Bestes Buch TV-Fiction                                          | Oliver Kienle für Bad Banks | Konstanze Breitebner für Dennstein & Schwarz – Sterben macht Erben Titus Selge, Michel Houellebecq, Karin Beier für Unterwerfung |
| Beste Bildgestaltung Kinofilm                                   | Judith Kaufmann für Der Junge muss an die frische Luft                                                                             | Hermann Dunzendorfer für Der Trafikant Thomas Kienast für Die letzte Party deines Lebens                                         |
| Bestes Buch Kinofilm                                            | Florian David Fitz für 100 Dinge                                                                                                   | Stefan Lukacs für Cops Eva Spreitzhofer für Womit haben wir das verdient?                                                        |
| Bester Nachwuchs weiblich präsentiert von Rudolf John           | Sophie Stockinger (L’Animale) | Lili Epply Chantal Zitzenbacher                                                                                                  |
| Bester Nachwuchs männlich präsentiert von Silvia Schneider      | Julius Weckauf (Der Junge muss an die frische Luft)                                                                                | Lino Gaier Tristan Göbel |
| Preis der Jury                                                  | Das Boot | |
| Jubiläums-Romy präsentiert von Werner Gruber                    | 15 Jahre Café Puls | |
| TV-Moment des Jahres                                            | Marcel Hirscher (Nightrace in Schladming)                                                                                          | |
| Preis der Akademie präsentiert von Wilson Gonzalez Ochsenknecht | Stefan Meining: Missbrauch – eine Frau kämpft um Aufklärung                                                                        | |
| Bestes Kurzformat Digital                                       | Der Lack ist ab | |

| Kategorie                                                            | Preisträger  |
| -------------------------------------------------------------------- | ------------ |
| Platin-Romy für das Lebenswerk Laudatio: Adi Hirschal                | Erika Pluhar |
| Akademiepreis Platin-Romy für das Lebenswerk Laudatio: Elīna Garanča | Jan Mojto    |